# Löfstad slott

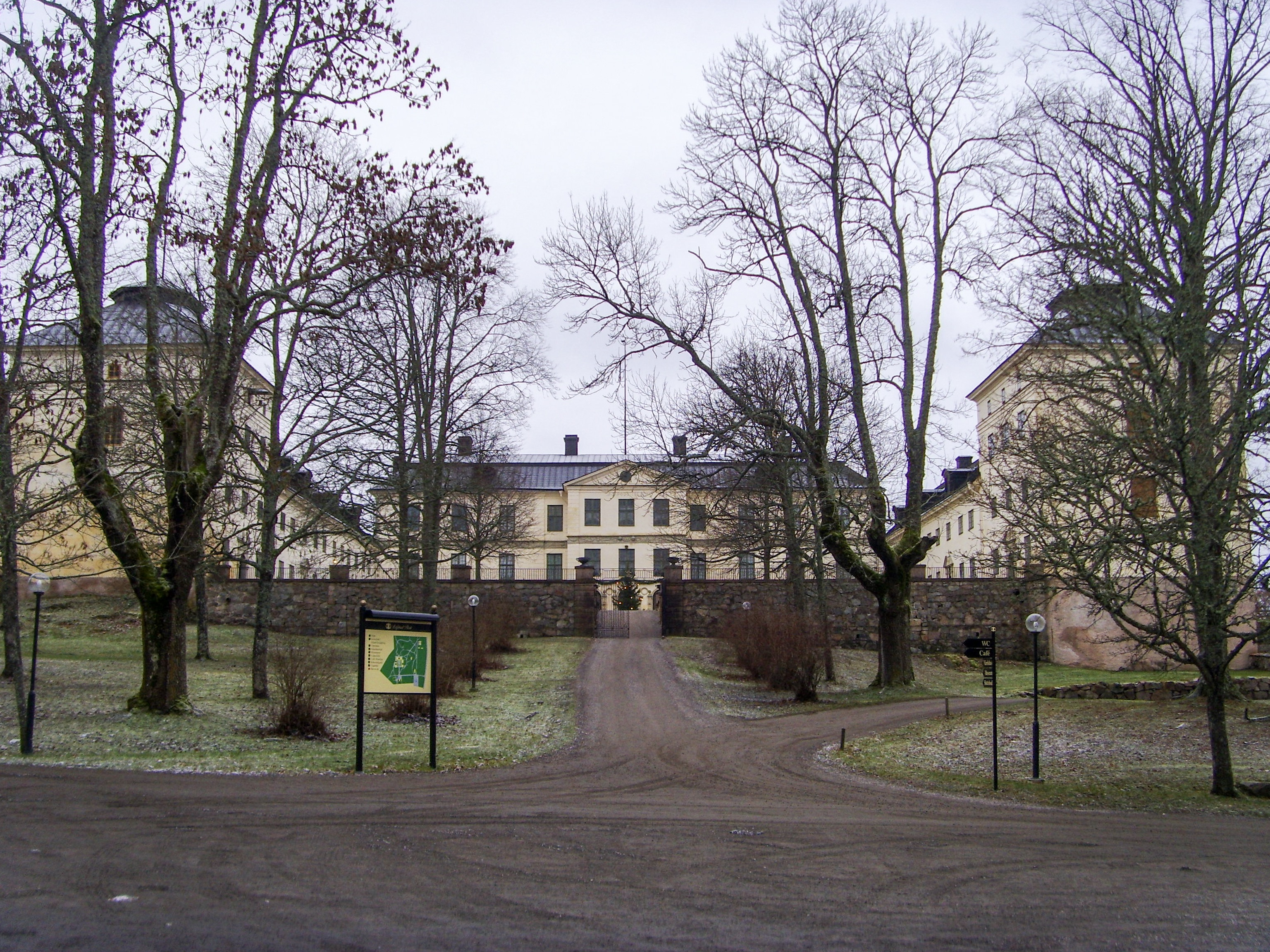
Löfstad slott från öster

Löfstad eller Lövstad är ett slott i Kimstads socken och Norrköpings kommun i Östergötlands län. 
Slottet är beläget på en höjd inte långt från Lövstadsjön, nära E4:an mellan Norrköping och Linköping, 9 km sydväst om Norrköping.
Slottet samt tillhörande mark ägs av föreningen Riddarhuset och inventarierna av Östergötlands museum och visas för allmänheten som museum under sommarsäsongen. I den norra flygeln drivs restaurangverksamhet året runt. Den gamla smedjan inrymmer ett café, vilket hålls öppet under sommaren. 

## Historia

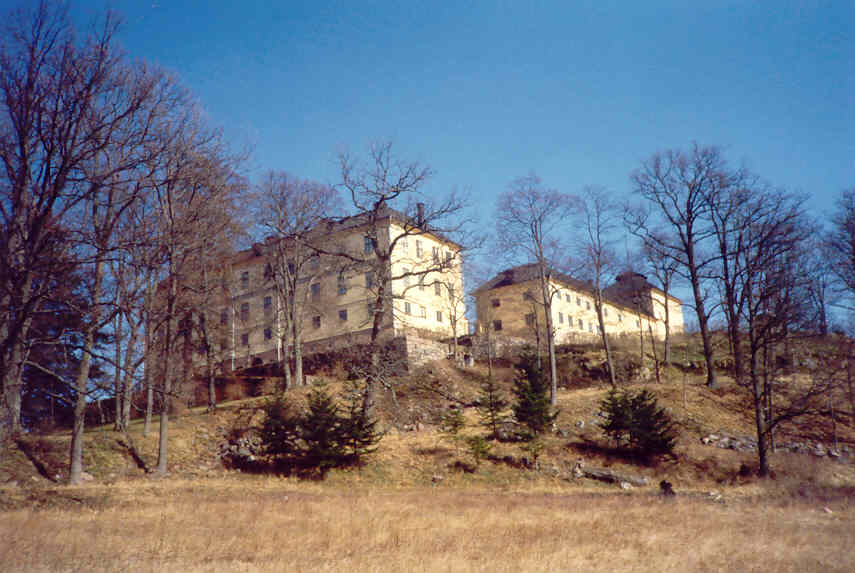
Löfstad slott från sydväst

### Namnet
Gårdsnamnet är dokumenterat i skrift från 1400-talet. Tre olika uppgifter om årtalet förekommer: 1422, 1429 eller 1478. Namnformen kan ha varit "loeffstadhe" eller "Læpstadhum". I Suecia antiqua et hodierna (1720-talet) skrivs namnet Löfstad och den stavningen används än idag. På Lantmäteriets kartor har stavningen moderniserats (jämför stavningsreformen 1906) till Lövstad och så skrevs namnet även i Nordisk familjebok (4:e upplagan, 1956), men Nationalencyklopedin (1993) skriver Löfstad. Genitivformen Löfstad slott skrivs utan genitiv-s av bland annat huvudmannen Östergötlands museum, av Norrköpings Tidningar samt på vägskyltar och på Östgötatrafikens hållplatsskyltar.

### Den första gården
Den gamla mangården låg där de nuvarande ekonomibyggnaderna, väster om slottet, är belägna. Sannolikt bildade den en kvadratisk borggård, en huvudbyggnad med källare, av vilken man funnit spår, och två envåningsflyglar uppförda i sten. Sedan huvudbyggnaden förstörts användes den västra längan som bostadshus fram till 1650-talet. Den östra längan är än idag bevarad i sin yttre medeltida form.

### 1600-talets ny- och ombyggnation

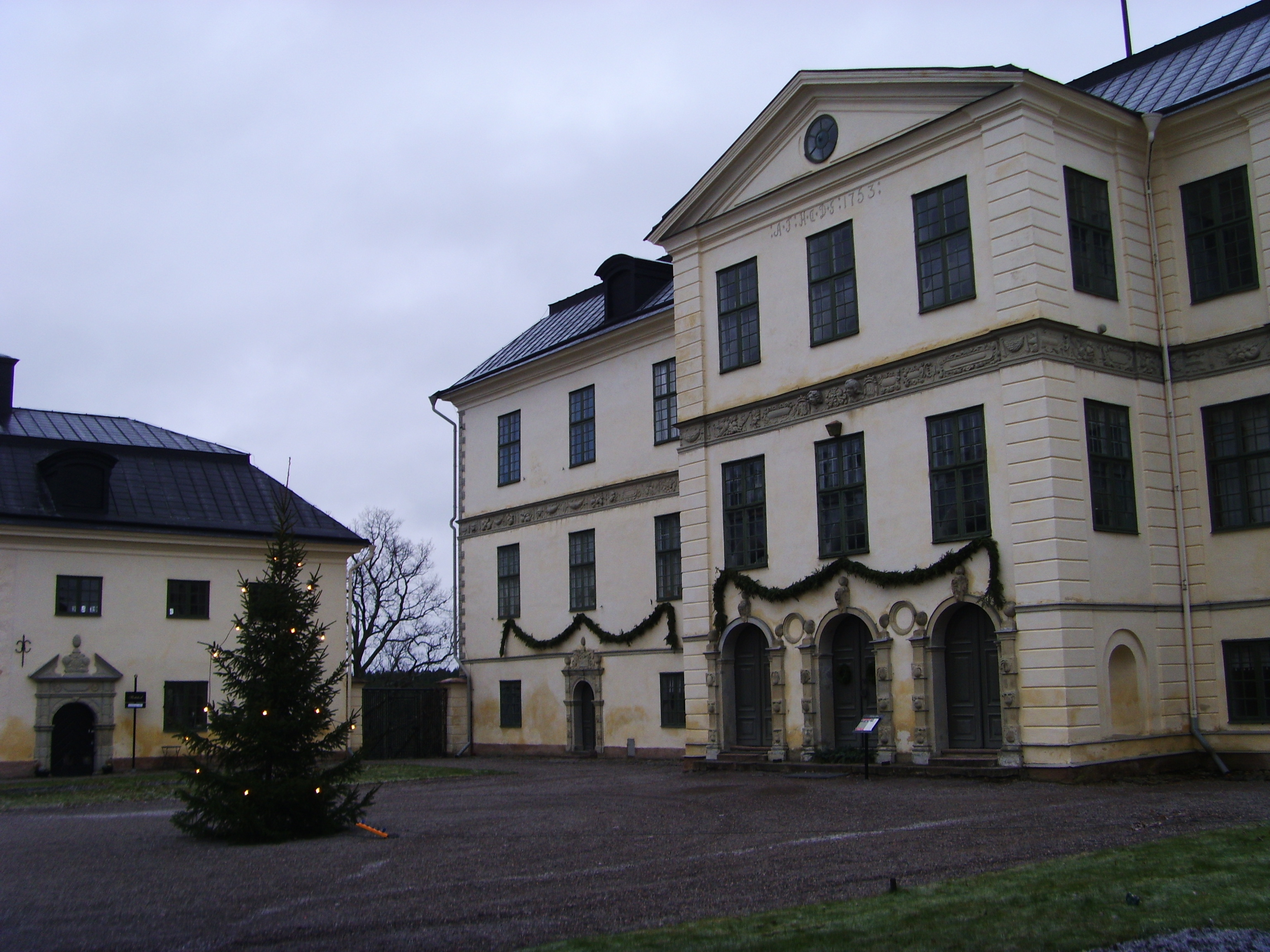
Slottets huvudbyggnad och södra flygel, från borggården.

Slottet uppfördes ca 1638-1660 av fältmarskalken och greven Axel Lillie och hans hustru Christina Mörner. Gården hade tillhört släkten åtminstone sedan 1510. Slottet byggdes i sten med tre våningar mot borggården, ytterligare en souterrainvåning mot parken och två långa flyglar i två våningar, med torn i de yttre ändarna. Slottet hade ett högt sadeltak med trappstegsgavlar, fasadmålningar mot borggården och en fritrappa som ledde upp till huvudvåningen. Under byggnadstiden ändrades planerna och huvudbyggnaden förlängdes i båda ändar med ca. 7 meter. Under 1670-80-talen genomgick slottet en större ombyggnad/modernisering: En risalit med tre fönsteraxlar byggdes för att inrymma trapphus, taket ändrades till säteritak, tornen höjdes och fasadmålningarna kalkades över. Som arkitekt hade Mathias Spihler anlitats. Detta slott är avbildat i Erik Dahlberghs Suecia antiqua et hodierna och i en oljemålning från 1700-talets förra hälft. 
Efter en eldsvåda 1750 lades ett nytt tak i tidens smak. Slottets exteriör är bibehållen sedan denna tid. Från 1600-talet finns förutom slottets murverk även portaler, en sandstensfris och en gästabudssal. Slottet omges av trädgård och engelsk park, anlagd omkring 1800, med en minnesvård i marmor över riksmarskalken Axel von Fersen d.y. (1755-1810), rest av dennes syster Sophie von Fersen, gift Piper.

### Sista privata ägaren
Den nuvarande inredningen är huvudsakligen yngre. Slottet står bevarat så som det såg ut då den sista ägaren Emilie Piper avled 1926. Efter att även hennes syster Sophie (gift Nordenfalk) avlidit utan bröstarvingar, kom slottet, enligt testamentet i Riddarhuset och Östergötlands Fornminnes- och Museiförenings (nuvarande Östergötlands museum) ägo 1940. Slottet öppnades för allmänheten 1942. Slottet inrymmer ett bibliotek på omkring 5 000 band och en värdefull tavelsamling - företrädesvis porträtt av slottets ägare och dessas fränder.

### Ägarlängd
Äldste kände ägaren till Löfstad är Jöns i Loeffstadhe som omnämns i ett pergamentsbrev från 1478. Han anses vara far till
- väpnaren Håkan Jönsson (död 1523), Lillieättens äldste med säkerhet kände stamfader. Hans son
- Jöns Håkansson Lillie (död 1562) ärvde därefter Löfstad. Hans son
- Erik Jönsson Lillie (död 1611) blev ägare 1574. Eftersom hans hustru och barn avled före honom, skiftades arvet mellan hans syskonbarns barn. Brodern Axel var död, Axels son Gustav likaså (han stupade 1605 vid Kirkholm), men Gustavs son,
- Axel Lillie (1603–1662), greve och fältmarskalk ärver Löfstad och lät där bygga det nuvarande slottet. Hans hustru Christina Mörner (1610-1663) fick Löfstad som morgongåva. Deras son,
- Axel Axelsson Lillie (1637–1692), greve, kammarråd, hovmarskalk, landshövding i Uppsala län,  lät bygga till det av fadern uppförda slottet. Hans hustru Maria Elisabeth Stenbock (1650–1693) fick Löfstad som morgongåva. Deras son,
- Axel Johan Lillie (1666-1696), överstelöjtnant, greve, gav sin hustru Agneta Wrede (1674–1730) Löfstad som morgongåva. Vid 21 års ålder blev hon änka, varefter hon skötte egendomen under 35 år fram till sin död. Deras dotter,
- Hedvig Catharina Lillie (1695-1745) ärver Löfstad. Hon gifter sig med riksrådet och överstemarskalken greve Magnus Julius De la Gardie (1669-1741). Deras dotter,
- Hedvig Catharina De la Gardie (1732-1800) ärver Löfstad och gifter sig med riksrådet och fältmarskalken, greve Fredrik Axel von Fersen (1719-1794). Deras dotter
- Sophie von Fersen (1757-1816), grevinna, gift med greve Adolf Ludvig Piper (1750-1795), ärver Löfstad. Deras son
- Carl Fredrik Piper (1785-1859), greve, överhovjägmästare, ärver så Löfstad; han är gift med Emilie Fredrika Aurora de Geer (1782-1828) från Finspångs slott. Deras son
- Charles Emil Piper (1818-1902), greve, kammarherre, gifter sig med Sophie Piper (1835–1873) från Ängsö slott och deras dotter fröken
- Emilie Piper (1857-1926) blev den sista privata ägaren av slottet.